# Surviving Evil
Surviving Evil is een Brits/Zuid-Afrikaanse horrorfilm uit 2009 onder regie van Terence Daw.

## Verhaal
Ten behoeve van de 183e episode voor het documentaireprogramma "Surviving the Wilderness" vertrekt een tv-crew naar het afgezonderde Mayaman Island. Survivalexpert en presentator Sebastian Beazley leidt zijn vaste groep programmamakers gedurende zes hachelijke dagen door de jungle van het Filipijnse eiland in de Visayanzee. Onder de hoede van gids Joey Valencia zoekt de crew naar de primitieve Isarog-stam, maar de wegwijzer hanteert een geheime missie waarmee hij de noodlottige dood van zijn geliefde wil voorkomen, terwijl hij zijn volgelingen in groot gevaar zal brengen. Vanaf hun aankomst wordt de ploeg – aangevuld door regisseuse Rachel Rice, cameraman Dexter Simms, geluidsvrouw Phoebe Drake en biologe-in-wording Cecilia Reyes – opgeschrikt door griezelige geluiden en schrikwekkende schimmen.
De oudere Joey vertelt de onervaren "Chill", lokale bekenden van het eiland, over de legende van de Aswang, ongure wezens die vuur en ondergrondse verblijven schuwen, maar vanuit bomen jagen op menselijk vlees, de gedaante van hun slachtoffers kunnen aannemen en zich voortplanten door jongen te verwekken bij zwangere vrouwen. In de rimboe ontdekt Phoebe dat ze het begin van een baby in haar buik draagt, waarbij de blondine direct vaststelt dat "Seb" de ongewenste vader moet zijn. De begeerlijke geluidsvrouw verzandt in een heimelijk stilzwijgen waarin ze haar ontdekking enkel toevertrouwt aan Rachel, maar de regisseuse verliest – met een handfles brandy aan de lippen – zelf steeds meer de regie over haar gevoel door het ontwijkende gedrag dat cameraman "Dex" sinds hun breuk vertoont. Niet alleen de Aswang maken het verblijf in het oerwoud tot een monsterlijke bezigheid, maar ook de onderlinge verhoudingen binnen de crew dragen bij aan een op de verkeerde fronten onvergetelijke ervaring waarmee in geen enkel draaiboek rekening is gehouden.
Joey's bagage bevat onder meer een plattegrond waarop de vermeende locatie staat waar zijn grootvader in de Tweede Wereldoorlog namens de Japanse bezetter een grote hoeveelheid goud heeft verborgen. In zijn persoonlijke missie maakt "Tito" de heerlijke Chill getuige van hoe hij met dynamiet een voormalige geschuttoren tot ontploffing brengt en zodoende toegang verschaft tot een ondergrondse schatkamer. "De koning der metalen" toont zijn minder nobele kant wanneer de Aswang Tito op brute wijze verorberen en Chill nipt uit de klauwen van de schrikbarende schepsels kan blijven. Dex offert zichzelf op om de vluchtpoging per rubberboot van de overige crewleden enige kans van slagen te geven. Seb struikelt over een boomstronk en verwondt zichzelf dusdanig dat louter een schietsessie met het gevleugelde gespuis als doelwit nog soelaas kan bieden. Afdalend in de kelders van de geschuttoren ervaart Rachel wat het breken van een touw voor negatief effect kan hebben op het fysieke gestel van het menselijk lichaam. De Aswang sleuren Chill naar hun verblijfplaats, waar de wanhopige wetenschapster middels dynamiet haar belagers naar de verdoemenis wil blazen. Een zwangere Phoebe laat zich door de zee wegdrijven om uiteindelijk te belanden op een eiland waar een horde vrouwen onder dikbuikerige omstandigheden de zorg voor de blanke indringer op zich neemt.

## Rolverdeling
- Billy Zane - Sebastian "Seb" Beazley
- Christina Cole - Phoebe Drake
- Joel Torre - Joey "Tito" Valencia
- Natalie Mendoza - Cecilia "Chill" Reyes
- Colin Moss - Dexter "Dex" Simms
- Louise Barnes - Rachel Rice